# Mega Man Battle Network 6
Mega Man Battle Network 6  (Rockman.EXE 6 (ロックマンエグゼ6, Rokkuman Eguse Shikkusu) au Japon) est un tactical RPG développé par Capcom Production Studio 2 et édité par Capcom en 2005 sur Game Boy Advance. C'est le sixième volet de la série Mega Man Battle Network. Comme le précédent opus de la série, le jeu est commercialisé en trois versions différentes. Deux versions sortent Mega Man Battle Network 6 Cybeast Gregar (電脳獣グレイガ, Dennōjū Gureiga) et Mega Man Battle Network 6 Cybeast Falzar (電脳獣ファルザー, Dennōjū Faruzā). Au Japon, une réédition du jeu dans un seul pack sort sous le titre Rockman.EXE 6 Beast Link Gate DX Edition. Il est réédité en 2015 sur la console virtuelle de la Wii U,,,,,,.

## Système de jeu
Tout comme les trois précédents jeux de la série Mega Man Battle Network, l'édition japonaise a produit deux versions séparées, Cybeast Gregar et Cybeast Falzar. La principale différence entre les deux versions est que l'on ne rencontre pas les mêmes alliés tout au long de l'histoire, et donc les Navis que l'on peut utiliser diffèrent. Sur le net, il y des batailles entre les Navis et les virus et ces batailles sont appelées Netbattle.
Comme dans tous les jeux de la série, il y a soit des transformations ou soit une fusion (Cross System). Dans cette version c'est une transformation (car les fusions c'est l'union de deux protagonistes).
Il y a un Cybeast par version (Gregar et Falzer). Le beast out est une fusion ultime entre le Cybeast de votre version et Mega Man. De plus, les beast out ont des attaques différentes ainsi que des facultés différentes. Il est également possible de faire fusionner le cross avec un beast (le beast est une fusion très puissante).